# Galeria da Academia de Belas Artes de Florença
A Galeria da Academia de Belas Artes de Florença, ou simplesmente Galeria da Academia (Galleria dell’Accademia), é um importante museu de Florença, dedicado à preservação de um rico conjunto de obras de arte de fins do gótico até o final do século XIX.

## História
A Galeria da Academia foi fundada juntamente com a Academia de Belas Artes (Accademia di Belle Arti) em 1784 pelo então Grão-Duque da Toscana Pedro Leopoldo. O propósito da criação da Academia era estabelecer um centro de ensino de arte que agrupasse outras escolas existentes, como a já famosa Academia das Artes do Desenho (Accademia delle Arti del Disegno), tendo como sedes o Hospital de São Mateus e o Convento de São Nicolau de Cafaggio. A Galeria da Academia foi fundada, assim, para proporcionar aos estudantes acesso a um grupo seleto de obras de arte que serviriam como estímulo e exemplo para estudo e desenvolvimento dos futuros artistas.

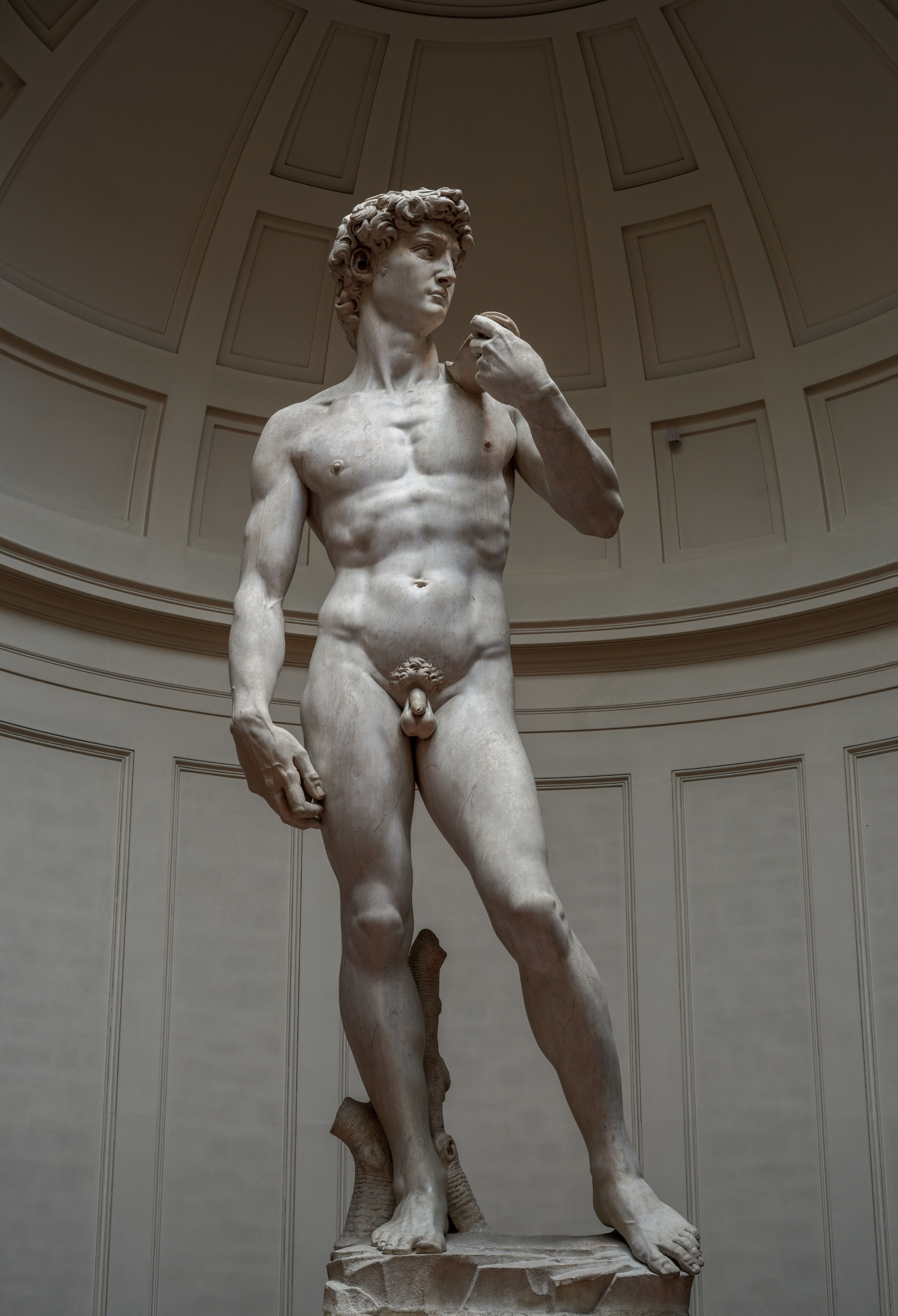
O David de Michelangelo

Na época de sua fundação a Galeria contava já com obras importantes como o modelo em gesso da escultura O Rapto da Sabina de Giambologna, e logo passou a ser enriquecida com pinturas removidas de igrejas e conventos extintos pelo Grão-Duque no final do século XVIII e depois por Napoleão em 1810.
Em 1873 trasladou-se o David de Michelangelo de sua posição original na Piazza della Signoria para dentro de um espaço especial da sede da Galeria, seguindo-se uma reorganização do material em acervo, passando algumas pinturas antigas para outros museus da cidade e obras mais recentes para o museu do Palácio Pitti. Por outro lado continuaram as aquisições, sendo dignas de nota as de outras peças de Michelangelo, como a estátua de São Mateus em 1906, e as quatro esculturas dos Cativos, anteriormente nos Jardins de Boboli no Palácio Pitti.
Em anos recentes tem sido buscada uma reaproximação do elo original com a Academia de Belas Artes, organizando-se exposições de obras de artistas intimamente ligados à instituição, e abriu-se espaço para a instalação em suas dependências do Museu de Instrumentos Musicais, com um rico acervo que pertencia ao Conservatório Luigi Cherubini, uma ramificação da Academia criado da mesma forma que a Galeria.
Também há pouco tempo foram remodelados alguns espaços de exposição e ampliada a coleção de pinturas com fundos de ouro dos séculos XIII ao XV, incluindo grandes polípticos e peças de altar que antes não podiam ser exibidas.

## Espaços e Coleções

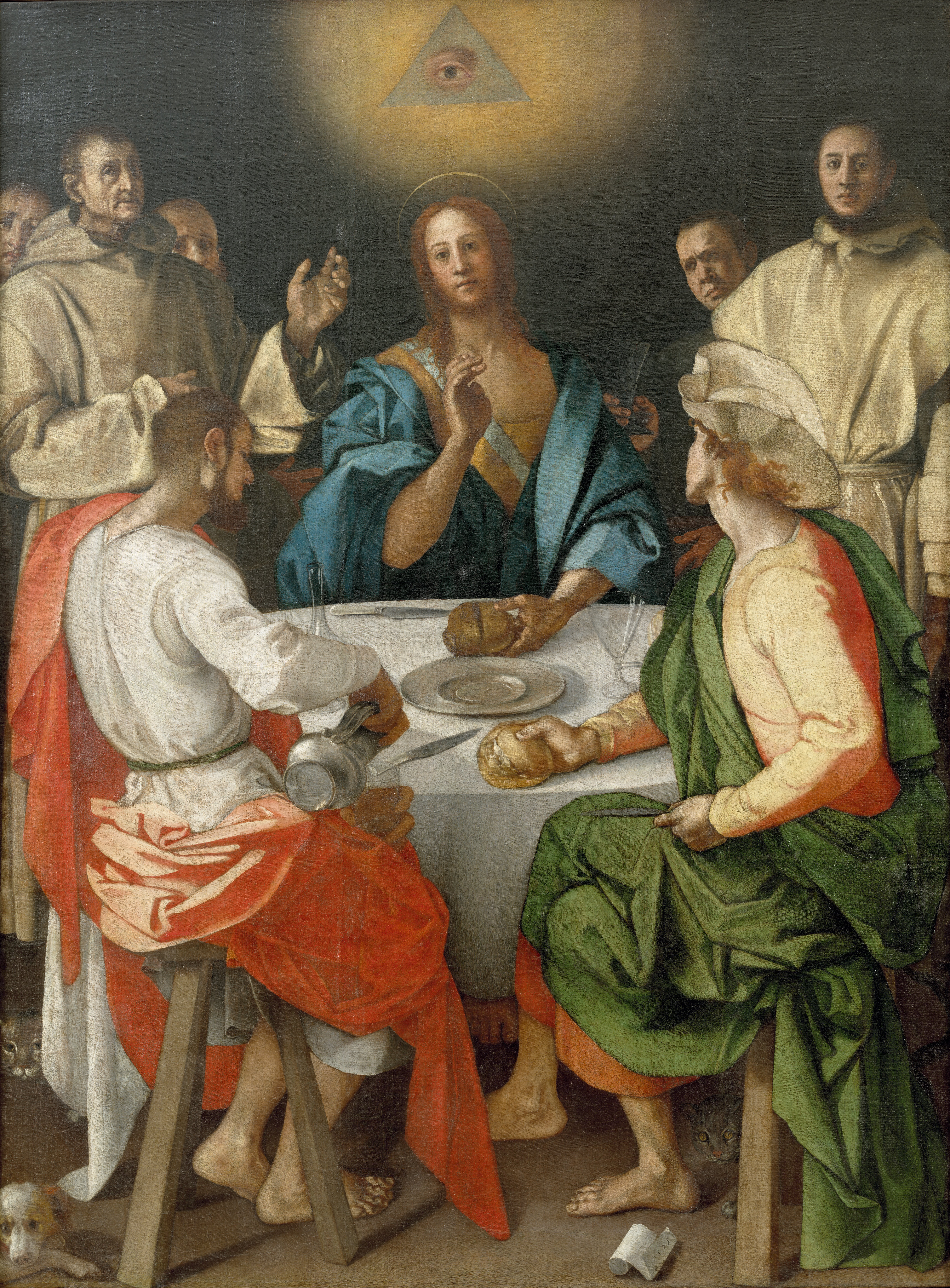
Pontormo: A Ceia de Emaús

Atualmente a coleção é distribuída nos seguintes espaços principais:
- Tribuna do David, tendo como peça central o célebre David de Michelangelo, além de diversas pinturas de autores como Alessandro Allori, Bronzino e Salviati.

- Sala do Colosso, cujo nome deriva de uma grande escultura representando um dos Dióscuros que ali era exposta, mas que hoje não se encontra mais neste espaço. Em seu lugar foi instalado o modelo em gesso do Rapto da Sabina, de Giambologna, uma das obras máximas do Maneirismo. Completa a sala uma reunião de pinturas com temas religiosos do início do Cinquecento, destacando-se uma peça de altar removida da igreja Santissima Annunziata mostrando a Deposição de Cristo, obra de Filippino Lippi completada por Perugino após a morte do primeiro.

- Galeria dos Cativos, assim denominada em função dos quatro famosos Cativos de Michelangelo, idealizados originalmente para o túmulo do Papa Júlio II. Incompletas, não foram usadas no túmulo, e passaram a decorar nos Jardins de Boboli do Palácio Pitti, onde ficaram até 1909. Também aqui são exposta duas outras esculturas: um São Mateus e uma Pietà proveniente de Palestrina, cuja atribuição desta é, não obstante, duvidosa. Nas paredes se alinham obras de alguns pintores estreitamente ligados a Michelangelo, como Granacci e Ridolfo del Ghirlandaio.

- Sala dos Orcagna, homenageando três pintores irmãos com este apelido que estiveram ativos em Florença entre 1335 e fins do século XIV: Andrea di Cione, Nardo di Cione e Jacopo di Cione. De todos o mais importante foi Andrea, apelidade de Orcagna, ou Arcanjo, apelativo que depois passou aos seus irmãos. Alguns outros mestres a eles associados também têm peças aqui, como Niccolò di Tommaso e Matteo di Pacino.

- Sala do Gótico Internacional, dedicada à primeira metade do século XV em Florença, período em que o estilo gótico italiano recebeu influência de países trans-alpinos e da Espanha, tornando-se mais rico em detalhes e mais fantasioso. Estão presentes peças de Gherardo Starnina, Giovanni Toscani, Bici di Lorenzo e outros mestres anônimos.

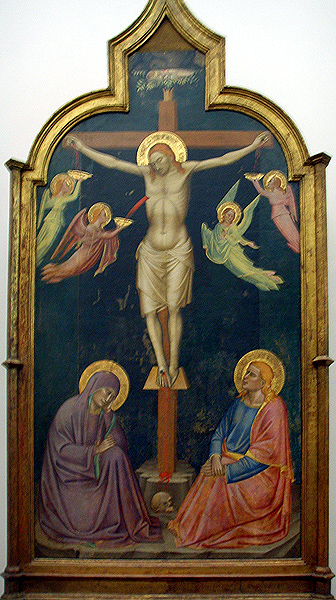
Jacopo di Cione: Crucificação

- Sala de Lorenzo Monaco, dedicada a este mestre que foi ativo entre os séculos XIV e XV, com obras como o Cristo no Jardim das Oliveiras e o políptico da Anunciação, junto com uma coleção de ícones russos que pertenceu à família Habsburgo-Lorena e obras de Agnolo Gadi.

- Sala do tardo Trecento, com obras de grandes dimensões incluindo peças de altar e polípticos em suas ricas molduras originais. Alguns dos artistas representados são Giovanni del Biondo, Mariotto di Nardo, Rossello di Jacopo Franchi, Ceni di Francesco, Giovanni dal Ponte e Spinello Aretino.

- Sala de Giovanni da Milano, destacando uma obra-prima de Giovanni da Milano, um Cristo ladeado pela Virgem Maria e São João Evangelista, proveniente do Convento de São Jerônimo alla Costa. Também aqui são exibidas obras de artistas da mesma época: Giottino, Andrea Buonaiuti e Don Silvestro dei Gherarducci, além de outros anônimos.

- Salão do Ottocento, originalmente era a ala das mulheres do antigo Hospital de São Mateus, cujo aspecto primitivo foi documentado por Pontormo em um pequeno painel exposto nesta sala. Atualmente serve como espaço de exposição de obras de artistas do século XIX que mantiveram estreitos laços com a Academia, primando os escultores Lorenzo Bartolini e Luigi Pampaloni, ambos com grande número de peças, e alguns itens de artistas que participaram de concursos promovidos pela Academia entre 1794 e 1868, como Francesco Pozzi, Luigi Mussini e Francesco Sabatelli.

- Sala dos Giottescos, dedicada a alguns pintores florentinos da escola de Giotto, como Bernardo Daddi, Jacopo del Casentino e Taddeo Gaddi. Faz parte da coleção desta sala uma série de obras sacras de pequenas dimensões, portáteis, que eram levadas por devotos em suas viagens.

- Sala do Duecento e do primeiro Trecento, compreendendo a seção das pinturas mais antigas da Galeria da Academia, datando do séculos XIII-XIV, originárias em sua maioria de igrejas e conventos florentinos, com exemplares de todos os gêneros mais comuns na época: a cruz pintada, o ícone da Virgem, e cenas da vida de santos. Destaca-se nesta sala uma grande pintura de Pacino di Buonaguida representando a Árvore da Vida.

## Museu de Instrumentos Musicais
Recentemente incorporado à Galeria, com cerca de cinqüenta peças depositadas em comodato, provenientes do Conservatório Musical Luigi Cherubini. Dentre os instrumentos mais importantes se encontram uma viola tenor e um violino de Antonio Stradivari, um violoncelo de Niccolò Amati, e um raríssimo pianoforte original de Bartolomeo Cristofori, o mais antigo exemplar existente.

## Outras obras

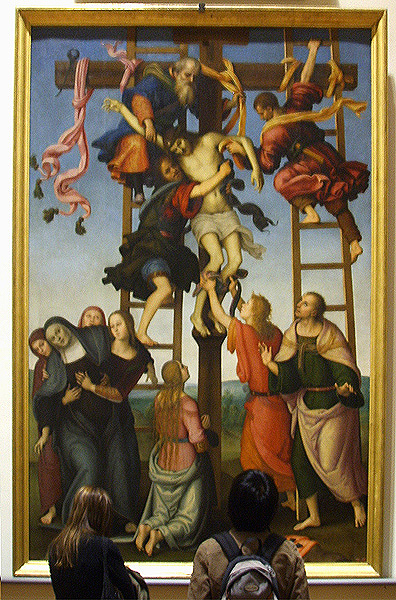
Perugino: Deposição
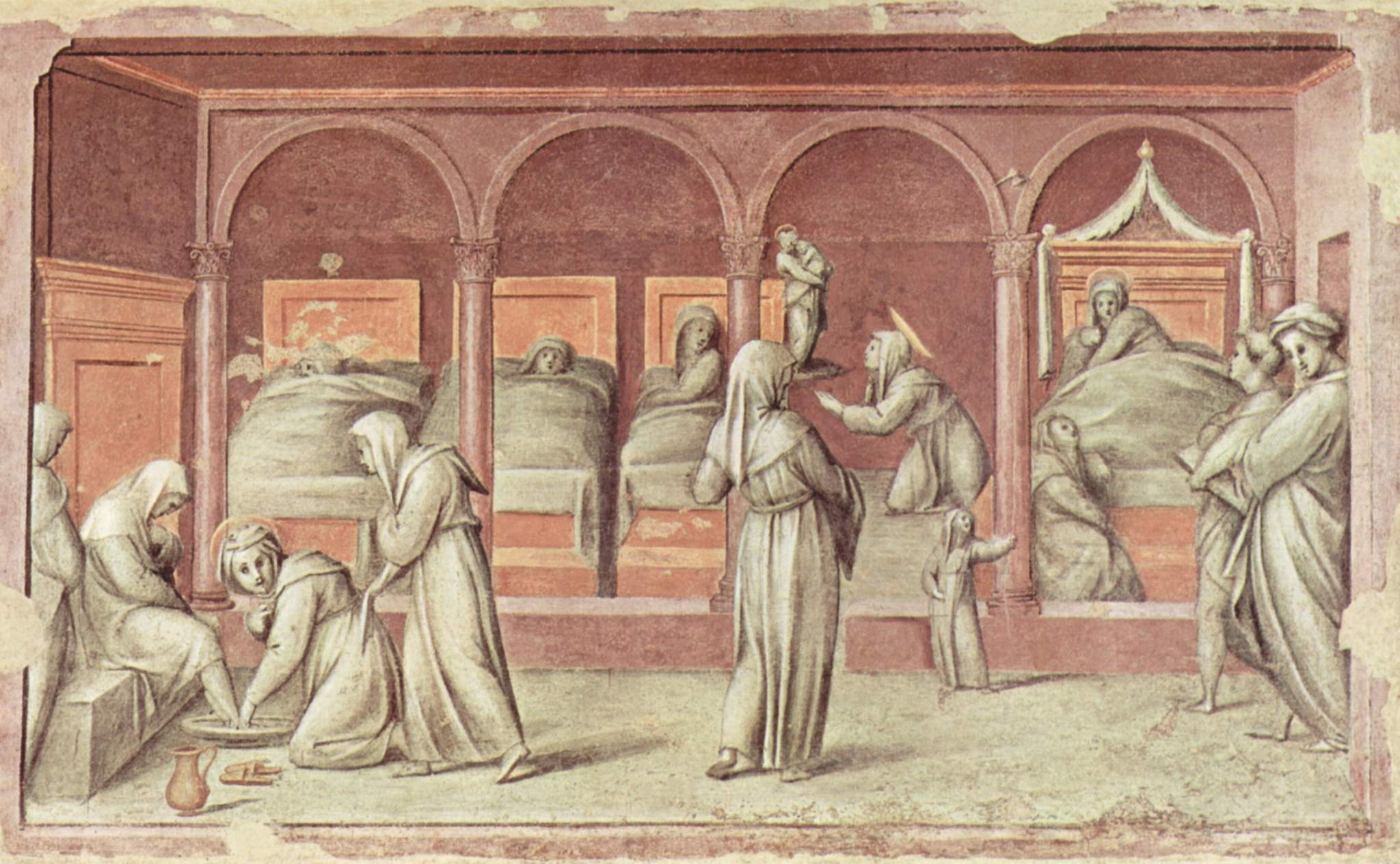
Pontormo: Cena da vida no Hospital de São Mateus
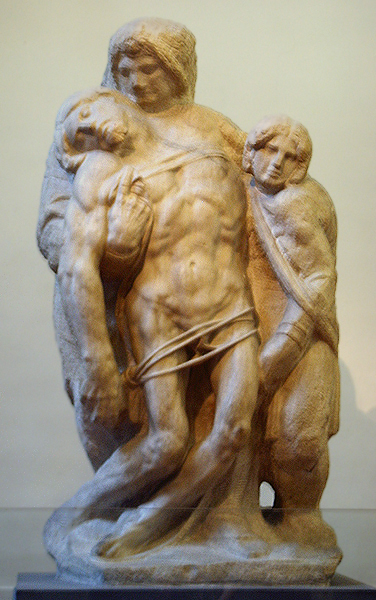
Michelangelo(?): Pietà de Palestrina